# 情報どっか〜んライブ!ホームランラジオ
『情報どっか〜んライブ!ホームランラジオ』（じょうほうどっかーんライブ!ホームランラジオ）は、MBSラジオ（旧・毎日放送ラジオ）で2011年度のナイターオフ期間（2011年10月25日 - 2012年3月29日）に放送された生放送番組。放送日時は毎週火 - 木曜日の18:30 - 21:00。MBSの男性アナウンサーが、日替わりでパーソナリティを務めていた。

## 概要
MBSラジオ（旧・毎日放送ラジオ）では、2006年度の『上泉雄一の発信!UWAらじお』を皮切りに、プロ野球オフシーズン（10月～翌年3月）の平日夜間にアナウンサーが主体の生ワイド番組を自社制作で編成。2009年度からは、旅行情報が主体の『MBSたびぐみ とっておき旅ラジオ』（以下『たびぐみ』と略記）を中心に放送してきた。しかし、2011年度のオフシーズンに夜間の番組編成を一新。前年度には『MBS開局60周年アワー 音楽の時間ですょ 目指せ1179曲てアンタ!?』（火曜日）と『たびぐみ』（水・木曜日）に充てられていた放送枠（18:30 - 21:00）で、当番組の放送を開始した。
当番組では、MBSラジオ（旧・毎日放送ラジオ）の他番組にもレギュラーで出演中の同局アナウンサー（河田直也・井上雅雄・亀井希生）が、日替わりでパーソナリティを担当。旅行情報に特化した『たびぐみ』から一転して、「『ちちんぷいぷい』（テレビ）のラジオ版」というイメージで、直近のニュースや話題を幅広く取り上げた。スポーツコーナーを設けたり、番組タイトルにちなんで『ホームラン・ブギ2003』（吉田拓郎の歌唱による『ホームラン・ブギ』のカバーバージョン）をテーマソングに使ったりしているが、実際にはプロ野球以外の情報を扱うことが多かった。
また、『上泉雄一の発信!UWAらじおシーズン2』（2007年度）から4シーズン振りに、タレントやフリーアナウンサーが「お相手さん」（スタジオパートナー）としてレギュラーで出演。放送中には、「今日のミス・失敗を笑い飛ばして明日への活力にしましょう」との触れ込みで、放送で笑い飛ばせる程度の小さなミス・失敗に関するリスナーからのメッセージをメールとFAXで受け付けていた。
なおMBSラジオ（旧・毎日放送ラジオ）では、『MBSどっと!アナ』平日版（2007年度）以降の生ワイド番組に続いて、当番組でもニッポン放送・TBSラジオ制作のオフシーズン番組を一切内包していない。他方、『たびぐみ』については、金曜日の放送枠を維持したまま番組開始以来初めて土曜日にも放送（放送時間はいずれも18:30 - 21:00）。ただし、『MBSタイガースライブスペシャル』としてクライマックス・セや日本シリーズ中継のネット受けを実施する場合には、当番組や『たびぐみ』の放送を休止していた。

## 放送時間
- 毎週火～木曜：18:30 - 21:00

## 出演者
◎：放送時点でMBSの現役アナウンサー。

パーソナリティの項で、（　）内の番組名は、当番組と並行してパーソナリティを務めたMBSラジオの番組を指す。

スポーツキャスターは、スポーツコーナー「どっかんスポーツ」にのみ出演。

### 火曜日
- パーソナリティ：河田直也◎（『河田直也&桜井一枝のうきうき土曜リクエスト』）
- お相手さん：川畑泰史（吉本新喜劇座長）、海原やすよ・ともこ、ケンドーコバヤシ、テンダラー、シャンプーハット（いずれも週替わりで出演）
- スポーツキャスター：松本麻衣子◎（火曜日には『ちちんぷいぷい』でも全編でアシスタントを担当）2012年2月からは、担当する「どっかんスポーツ」以後、エンディングまで出演している。

2012年2月14日には、河田がインフルエンザへの罹患で休演を余儀なくされたため、木曜日担当の亀井がパーソナリティを代演。2月21日放送では、松本が『ちちんぷいぷい』の取材で渡米中であったため、スポーツアナウンサーの金山泉が松本の代理で出演した。

### 水曜日
- パーソナリティ：井上雅雄◎（『みんなの北海道』）
- お相手さん：柴田由美子（真矢みきの物真似で全国区の知名度を持つフリーアナウンサー）
- スポーツキャスター：来栖正之◎
- リポーター：市川義一（女と男）

井上が現役のスポーツアナウンサーである関係で、スポーツ関係者をゲストに招くことがあった。過去には、片岡篤史（出演時点で阪神タイガース一軍打撃コーチ）・能見篤史（タイガース投手）・福永祐一（JRA所属の騎手）が出演した。
2012年のプロ野球春季キャンプ初日に当たる2月1日放送分では、タイガースのキャンプ地・沖縄県宜野座村に取材で滞在していた井上に代わって、後輩アナウンサーの大吉洋平がパーソナリティを担当。井上は、オープニングにのみ電話で出演した。

### 木曜日

#### 放送終了時点
- パーソナリティ：亀井希生◎（『亀山つとむのかめ友　Sports Man Day』『ますます!ハイヒール』など）
- お相手さん：近藤夏子
- スポーツキャスター：近藤亨◎（出演できない場合には、スポーツアナウンサーの先輩・森本栄浩が代演）

お相手さん・スポーツキャスター・構成作家の苗字がいずれも「近藤」であるため、亀井は放送上、近藤夏子を「夏ちゃん」、近藤亨を「近藤さん」、構成作家の近藤を「近藤先生」と呼び分けていた。なお、亀井と近藤夏子は、当番組の終了後にも『ぴーたんぱん』（MBSラジオの2013年度ナイターオフ番組）で共にパーソナリティを務めている。
2012年2月16日の放送では、当日の夜に東京都内でIMALUとのジョイントライブを控えていた近藤夏子が、オープニングにのみ電話で出演。野口綾子が、近藤夏子の代理で「お相手さん」を務めた。

#### 過去
- コーナー出演：かみじょうたけし（「かみじょうたけしの浪速つけ麺道」のみ）
- ナレーター：古川圭子◎（亀井の妻で、「亀井さん家のなっちゃん」のみ）
  - 事前収録のため本人は生放送に出演していなかったが、当曜日では亀井と古川の夫婦生活がよく話題になっていた。

### タイムテーブル
時刻は目安で、太字はコーナータイトル。コーナーの合間には、楽曲を随時放送していた。

- 18:30 オープニング（前枠番組『MBSとらぐみタイガースライブ!』からステブレレスで接続）
  - 出演者によるフリートークに続いて、「今日のやっちゃった大賞」（後述）への投稿や、「輝く!MBSホームラン歌謡祭」（木曜日のみ）へのリクエストを募集していた。
- 18:40頃　今日のホームランニュース!
  - 当日発売の夕刊紙・スポーツ紙からの情報を織り交ぜながら、パーソナリティが注目のニュースを紹介。昼間にニュースへ接していないリスナーを主なターゲットに、分かりやすく解説する。扱うニュースはプロ野球関連に限らず、19時の時報をまたぐ日もあった。
- 19時前後　エンタメスタジアム!
  - 可能な限り最新の情報を交えながら、パーソナリティが当日の芸能ニュースを3～4本紹介。最後には、世界のB級ニュースを「ブルペンニュース」として取り上げる。扱うニュースによっては、「お相手さん」が裏話を披露することもあった。
- 19：20頃　日替わりコーナー
  - 火曜日：ワンコイントーク
    - 河田と「お相手さん」が、放送前にそれぞれワンコイン（500円以内）で品物を購入。その品物をテーマに、クロストークを展開していた。

  - 木曜日：「お相手さん」（通常は近藤夏子）主体のフリートーク
    - 番組開始から2011年末までは、「ローソン全国つけ麺プロジェクト」と連動した同社の1社提供コーナー「かみじょうたけしの浪速つけ麺道」を放送。つけ麺専門店とのコラボレーションによって近畿地方で発売するつけ麺の情報を紹介していた。ちなみに、かみじょうは当コーナーの放送期間のみ出演。
- 19:30頃　どっかんスポーツ
  - 当コーナーのみスポーツキャスターが出演。プロ野球のオフシーズン情報にとどまらず、『MBSとらぐみタイガースライブ!』では取り上げ切れない野球以外のスポーツニュースも詳しく伝えた。テーマソングは、当番組のタイトルにも使われている『どか〜ん』（真心ブラザーズ）。
  - 木曜日の放送では、亀井とスポーツキャスターの近藤亨が、スポーツニュースの合間に女性にまつわるトークでしばしば暴走。近藤夏子が呆れた口調で、その暴走にツッコミを入れていた。
- 19:50頃　気になる人物名鑑
  - 直近のニュースでよく話題になっている人物を、毎回1名紹介。リスナーが他人に自慢できそうなエピソードを深く掘り下げる。ゲストを迎えた場合には、そのゲストにまつわるエピソードを紹介。取り上げる人物によっては、20時の時報をまたぐことがある。
- 20時台前半：日替わりコーナー
  - 火曜日：河田直也の60日間ほぼ世界一周　あの頃僕はエラかったザ・ワールド
    - 『ちちんぷいぷい』（前述）で2011年7月25日～9月23日に実施した特別企画「河田直也の60日間ほぼ世界一周　昔の人は偉かったザ・ワールド」からのスピンオフコーナー。コーナータイトルの「エラかった」は、「偉かった」ではなく、関西弁で言うところの「大変だった」である。
    - 河田が訪れた国・地域を毎回1ヶ所取り上げながら、放送や写真集「河田直也の60日間ほぼ世界一周 ~歩いた、描いた、旅の絵日記~」に収め切れなかったエピソードを披露。その国・地域にまつわるリスナーからのエピソード・情報も募集・紹介していた。
    - 河田が休演した2012年2月14日の放送では、当コーナーを「亀井希生1回きりの海外旅行　あの時僕は若かった」に差し替え。亀井にとって（日本人がよく訪れる観光地以外では放送日時点で）唯一の海外渡航経験であるアメリカでのF1グランプリ観戦（大学生時代の卒業旅行）のエピソードを紹介した。

  - 水曜日
    - 20時過ぎ：なぜ男は脱いだ服をそのままにしておくのか？
      - コーナータイトルのように正解のない日常の悩みを「小さな疑問」として、放送中にリスナーから意見を募集。その意見を紹介したうえで、コーナーの最後に柴田がベストアンサー（当コーナーでの結論）を発表した。ちなみにオープニングでは、「井上と柴田が同居している」との設定で、コーナータイトルにちなんだ寸劇の音源を流していた。

    - 20:20頃：関西デパート百貨事典
      - 「百貨店好き」を自認する市川による取材報告。関西地方で営業中の百貨店から毎週ランダムに選んだ1店舗について、事前に取材した内容を基に、売場・イベント情報やその店舗ならではのサービスを紹介した。また、その取材でつかんだ「とっておき情報」や、市川自身の些細なエピソードを「井上小公造」（十八番である井上公造の声真似）として伝えていた。
      - 当コーナーでは、リスナーからも百貨店情報を募集。また、市川が事前取材の際に番組の予算で購入した商品を、抽選で毎回1名のリスナーに進呈していた。
      - 市川は、当番組の開始からしばらく、当コーナーからエンディングまで出演。しかし、途中から水曜日の全編に登場するようになった。

  - 木曜日
    - 20時過ぎ：亀井希生のためしたカッテン
      - 亀井が主に進行するコーナー。タイトルの「ためしたかってん」には、『ためしてガッテン』（NHK総合テレビ）と「試したかってん」（「試したかった」という意味の大阪弁）を重ねている。亀井による取材報告や、亀井が勧める映画の紹介など、内容は週によって異なる。

    - 20:20頃：輝く!MBSホームラン歌謡祭
      - 上泉が担当していた前年度までのナイターオフ番組（『上泉雄一のFANFANレディオ』→『MBS開局60周年アワー 音楽の時間ですょ 目指せ1179曲てアンタ!?』内の「リクエストアワー」）と同様に、毎回1つのテーマを提示したうえで、当日のオープニングから楽曲のリクエストを募集。当コーナーでリクエスト楽曲の一部を流しながら、その曲にまつわるメッセージを紹介する。2011年12月1日の放送で試験的に実施したところ好評だったため、2012年1月からレギュラー化。
      - 当番組の2011年度最終回になった2012年3月29日放送分の当コーナーでは、近藤夏子がスタジオでキーボードを演奏しながら、自身の楽曲（「前向いちゃって、走っちゃって、転んじゃって〜こんな自分です。スキです。か?〜」など3曲）を歌った。
      - 番組開始から2011年末までは、近藤夏子が自身と同じ20代の女性が注目するブランドや話題を紹介するコーナー「亀井さん家（ち）のなっちゃん」を放送。冒頭には、亀井の妻・古川によるナレーションをはさみながら、「亀井の娘」という設定の近藤と亀井が紹介内容にまつわる寸劇を披露していた。
- 20:50頃　今日のやっちゃった大賞
  - 「やっちゃった事（放送で笑い飛ばせる程度の小さなミス・失敗）」にまつわるリスナーからのメッセージを、パーソナリティが数通紹介。その中から、「お相手さん」の印象に最も強く残ったメッセージの投稿者を「やっちゃった大賞」に選んでいた。
  - メッセージを紹介する際には、最初に必ず「やっちゃった!」と叫ぶレゲエ調の軽快な音源をはさむ。この叫びを含む楽曲（曲名不詳）は、当コーナーへのメッセージを募集する際のBGMにも使われている。なお、大賞に選ばれた投稿者には、「散々（さんざん）やったなぁ」というねぎらいの意味を込めて、番組から3,300円の賞金を進呈していた。
- 20:55頃　今日のひとこと!
  - 『プロ野球ニュース』（フジテレビ）の名物コーナー「今日のホームラン」と同じ趣向で、同コーナーのBGMとして知られる「Vibrations」（ジェームス・ラスト）を流しながら、直近のニュースで紹介されたコメントから印象に残る一言をテンポ良く取り上げる。プロ野球関連のニュースだけでなく、季節の話題や関西地方のローカルニュースなどからコメントを取り上げることもあった。
  - 水曜日のみ、「井上小公造が真矢みきに言って欲しいこと」というネタを最後に挿入。井上と柴田が、得意の声真似で架空の掛け合いを演じていた。
- 20:58頃　エンディング
  - 出演者が声を揃えて、「今日も1日お疲れ様でした。明日も元気にホームラン!」とコール。1分のCMを挟んで後枠番組『RadioNews たね蒔きジャーナル』に接続した。

## 関連番組
- MBSどっと!アナ（毎日放送ラジオの2007年度ナイターオフ番組のうち、同局のアナウンサーがパーソナリティを担当する番組に付けられたレーベル。河田・松本・近藤がパーソナリティを務める番組が放送された）
- 大人のわがまま（毎日放送ラジオで2008年4月から1年間放送された深夜番組。一部の曜日で、同局の現役・元アナウンサーがパーソナリティを務める『どっと!アナ・マスターズ』を放送）
- MBSうたぐみ Smile×Songs（毎日放送ラジオで2009年4月から放送中のアナウンサー主体による音楽番組。かつて河田・松本が1人でパーソナリティを担当）
- MBSたびぐみ とっておき旅ラジオ（毎日放送ラジオで2009年度から放送中のナイターオフ番組。2010年度には一時、河田・井上がパーソナリティの代理を務めた。2011年度にも金・土曜日で放送を継続）
- おっちゃんラジオ（朝日放送ラジオが2011年度に当番組と同じ時間帯で放送していたナイターオフ番組。「アナウンサーがメインパーソナリティを務める関西ローカルの生ワイド番組」という点で当番組と共通している）
- ニュースターラジオ（MBSラジオ（旧・毎日放送ラジオ）が2015年度ナイターオフ期間の火 - 金曜日夜間に放送していた生ワイド番組で、亀井が木・金曜日のパーソナリティを担当）
- 次は〜新福島!（MBSラジオ（旧・毎日放送ラジオ）が2017年度からナイターオフ期間の火 - 木曜日→火・水曜日夜間に放送中の生ワイド番組で、2020年度『第4章・冬将軍』の水曜分において、亀井が冠コーナーを担当）